# Luciosoma
A Luciosoma  a csontos halak (Osteichthyes) főosztályának sugarasúszójú halak (Actinopterygii)  osztályába, a pontyalakúak (Cypriniformes) rendjébe, a pontyfélék (Cyprinidae) családjába és a Danioninae alcsaládjába tartozó nem .

## Rendszerezés
A nembe az alábbi 5 faj tartozik:
- Luciosoma bleekeri
- Luciosoma pellegrinii
- Luciosoma setigerum
- Luciosoma spilopleura
- Luciosoma trinema